# 3711-es busz
A 3711-es jelzésű autóbuszvonal Miskolc, Edelény, Tomor és Irota között húzódó regionális vonal, amelyet a Volánbusz Zrt. üzemeltet.

## Útvonala
A miskolci autóbusz-állomásról indul. A 26-os főúton halad Sajószentpéter felé, eközben az egykori Miskolci repülőtér, a szirmabesenyői, a sajókeresztúri és a sajóbábonyi elágazásokban, és a lerombolt BÉM mellett vezet útja. A vonal 12. kilométerén érkezik első városába, Sajószentpéterre. Itt a 27-es főút felé veszi az irányát, majd keresztezi a 92-es vasútvonalat és Dusnokpuszta településrészénél is elmegy. Belecsatlakozik a 2605-ös mellékút, aztán Edelény jön, a legtöbb járat végállomása. A települést a Miskolc–Tornanádaska-vasútvonalon való áthajtása után hagyja el. A Cserehát dombságain át Damakot éri el, nemsokkal később egy megállóval szolgálja ki Hegymeget. Ezután kitérést tesz Tomorra, majd a szomszédos Lak nyugati részéhez is, nagy gyakorisággal. Legvégül Szakácsi zsákfaluba betér néhányszor, majd végállomását, Irotát érinti.

## Közlekedése
Indításszáma átlagos, a Miskolc–Edelény szakasza a 3775-ös, az Edelény–Irota szakasza a 4094-es buszéval egyezik meg.

### Törzsjárművei
- az NTL-986 rendszámú Mercedes-Benz Intouro autóbusz.

| Viszonylat                                 | Indításszám     | Közlekedési rend     |
| ------------------------------------------ | --------------- | -------------------- |
| Miskolc, aut. áll. – Irota, tűzoltószertár | 1 pár           | munkanapokon         |
| Edelény, aut. áll. – Lak, kultúrház        | 2 oda           | munkanapokon         |
| Edelény, aut. áll. – Lak, kultúrház        | 1 pár           | szabadnapokon        |
| Edelény, aut. áll. – Lak, kultúrház        | 2 oda, 1 vissza | munkaszüneti napokon |
| Edelény, aut. áll. – Lak, Kossuth u. ford. | 1 pár           | munkaszüneti napokon |
| Edelény, aut. áll. – Irota, tűzoltószertár | 3 oda, 5 vissza | munkanapokon         |
| Edelény, aut. áll. – Irota, tűzoltószertár | 3 pár           | szabadnapokon        |
| Edelény, aut. áll. – Irota, tűzoltószertár | 2 oda, 3 vissza | munkaszüneti napokon |

## Megállóhelyei
| 0                                                                                | Miskolc, autóbusz-állomás végállomás                    | 0.0 km  | 1, 1G, 3, 3A, 4, 7, 11, 12G, 20, 20A, 24, 28, 32, 34G, 35, 43, 44, 45, 101B, 900, 914, 935 1050, 1053, 1369, 1370, 1372, 1373, 1374, 1375, 1376, 1377, 1380, 1381, 1383, 1384, 1410, 1411 3700, 3701, 3702, 3703, 3704, 3705, 3706, 3707, 3708, 3709, 3710, 3712, 3714, 3715, 3716, 3717, 3718, 3719, 3720, 3721, 3722, 3723, 3724, 3726, 3727, 3728, 3729, 3730, 3731, 3733, 3734, 3735, 3736, 3737, 3738, 3739, 3740, 3741, 3742, 3743, 3744, 3745, 3746, 3747, 3748, 3749, 3750, 3751, 3752, 3753, 3754, 3755, 3757, 3760, 3761, 3764, 3765, 3766, 3767, 3770, 3772, 3773, 3774, 3775, 3776, 3777, 4019 |
| 1                                                                                | Miskolc, megyei kórház                                  | 1.9 km  | 3, 3A, 12, 12G, 14, 14G, 20, 24, 36, 54, 914 1369, 1384, 1410, 1411 3700, 3701, 3702, 3703, 3704, 3705, 3707, 3708, 3709, 3714, 3754, 3757, 3760, 3761, 3763, 3764, 3765, 3766, 3767, 3769, 3770, 3772, 3773, 3774, 3775, 3776, 3777 |
| 2                                                                                | Miskolc, repülőtér bejárati út                          | 2.8 km  | 3, 3A, 8, 12, 12G, 14, 14G, 20, 24, 36, 54, 240, 914 1369, 1384, 1410, 1411 3700, 3701, 3702, 3703, 3704, 3705, 3707, 3708, 3709, 3714, 3754, 3757, 3760, 3761, 3763, 3764, 3765, 3766, 3767, 3769, 3770, 3772, 3773, 3774, 3775, 3776, 3777 |
| 3                                                                                | Miskolc, Stromfeld laktanya                             | 3.9 km  | 1369, 1384, 1410, 1411 3700, 3701, 3702, 3703, 3704, 3705, 3707, 3708, 3709, 3714, 3754, 3757, 3760, 3761, 3763, 3764, 3765, 3766, 3767, 3769, 3770, 3772, 3773, 3774, 3775, 3776, 3777 |
| 4                                                                                | Szirmabesenyői elágazás                                 | 5.0 km  | 3700, 3701, 3702, 3703, 3704, 3705, 3707, 3708, 3709, 3714, 3754, 3757, 3760, 3761, 3763, 3764, 3765, 3770, 3772, 3773, 3774, 3775, 3776, 3777, 3797 |
| 5                                                                                | Sajókeresztúr, ipari park bejárati út                   | 6.9 km  | 3703, 3704, 3707, 3708, 3709, 3754, 3757, 3760, 3761, 3763, 3764, 3765, 3770, 3772, 3773, 3774, 3775, 3776, 3797 |
| 6                                                                                | Sajóbábonyi elágazás                                    | 9.4 km  | 3703, 3704, 3707, 3708, 3709, 3754, 3757, 3760, 3761, 3763, 3764, 3765, 3770, 3772, 3773, 3774, 3775, 3776, 3777, 3793, 3795, 3797 |
| 7                                                                                | Piltatanyai elágazás                                    | 11.3 km | 3704, 3707, 3708, 3709, 3754, 3761, 3763, 3764, 3765, 3770, 3773, 3774, 3775, 3793 |
| 8                                                                                | Sajószentpéter, Kossuth utca 32.                        | 13.1 km | 3704, 3707, 3708, 3709, 3754, 3761, 3763, 3764, 3765, 3770, 3773, 3774, 3775, 3793 |
| 9                                                                                | Sajószentpéter, városháza                               | 14.1 km | 3704, 3707, 3708, 3709, 3774, 3775, 3793, 4098 |
| 10                                                                               | Sajószentpéter, Váci Mihály utca                        | 14.7 km | 3704, 3707, 3708, 3709, 3774, 3775, 3793, 4098 |
| 11                                                                               | Eprestanya                                              | 16.3 km | 3704, 3707, 3708, 3709, 3774, 3775, 3793, 4098 |
| 12                                                                               | Dusnokpuszta bejárati út                                | 17.4 km | 3704, 3707, 3708, 3709, 3774, 3775, 3793, 4098 |
| 13                                                                               | Múcsonyi elágazás                                       | 19.3 km | 3704, 3707, 3708, 3709, 3774, 3775, 3793 |
| 14                                                                               | Edelény, kollégium                                      | 21.6 km | 3704, 3707, 3708, 3709, 3772, 3774, 3775, 3793, 4040, 4041, 4043, 4044, 4095 |
| 15                                                                               | Edelény, bányász lakótelep                              | 22.0 km | 3704, 3707, 3708, 3709, 3772, 3774, 3775, 3793, 4040, 4041, 4043, 4044, 4095 |
| 16                                                                               | Edelény, Szentpéteri utca 6.                            | 22.7 km | 3704, 3707, 3708, 3709, 3772, 3774, 3775, 3793, 4040, 4041, 4043, 4044, 4095 |
| 17                                                                               | Edelény, kórház bejárati út                             | 23.6 km | 3704, 3707, 3708, 3709, 3772, 3774, 3775, 3793, 4040, 4041, 4043, 4044, 4095 |
| 18                                                                               | Edelény, kastély bejárati út                            | 24.2 km | 3704, 3707, 3708, 3709, 3772, 3774, 3775, 3793, 4040, 4041, 4043, 4044, 4095 |
| 19                                                                               | Edelény, autóbusz-állomás vonalközi végállomás          | 24.6 km | 3703, 3704, 3707, 3708, 3709, 3713, 3772, 3774, 3775, 3776, 3793, 3795, 4040, 4041, 4043, 4044, 4092, 4093, 4094 |
| 20                                                                               | Edelény vasútállomás, bejárati út                       | 25.5 km | 3713, 3775, 4040, 4094 személyvonat – Edelény [94.] |
| 21                                                                               | Ürgéskút                                                | 30.1 km | 3713, 4094 |
| 22                                                                               | Damak, bolt                                             | 31.8 km | 3713, 4094 |
| 23                                                                               | Damak, tűzoltószertár                                   | 32.1 km | 3713, 4094 |
| 24                                                                               | Hegymeg, községháza                                     | 35.6 km | 3713, 4094 |
| Munkanapokon 3; szabadnapokon 2; munkaszüneti napokon 3 alkalommal nem érintett. |                                                         |         | |
| 25                                                                               | Lak, tomori elágazás                                    | 37.3 km | 4094 |
| 26                                                                               | Tomor, mezőgazdasági üzem                               | 38.5 km | 3713, 4094 |
| 27                                                                               | Tomor, autóbusz-váróterem                               | 39.5 km | 3713, 3717, 4094 |
| 28                                                                               | Tomor, Kossuth utca 102.                                | 40.2 km | 3713, 3717, 3718, 4094 |
| 29                                                                               | Tomor, autóbusz-váróterem                               | 40.9 km | 3713, 3717, 4094 |
| 30                                                                               | Tomor, mezőgazdasági üzem                               | 41.9 km | 3713, 4094 |
| 31                                                                               | Lak, kultúrház vonalközi végállomás                     | 43.2 km | 3713, 4094 |
| Munkanapokon 3; szabadnapokon 3; munkaszüneti napokon 3 alkalommal nem érintett. |                                                         |         | |
| 32                                                                               | Lak, Kossuth utca 55.                                   | 43.9 km | 3713, 4094 |
| 33                                                                               | Lak, Petőfi utca                                        | 44.2 km | 3713, 4094 |
| 34                                                                               | Lak, Kossuth utca autóbusz-forduló vonalközi végállomás | 44.8 km | 3713, 4094 |
| 35                                                                               | Lak, Petőfi utca                                        | 45.4 km | 3713, 4094 |
| 36                                                                               | Lak, Kossuth utca 55.                                   | 45.7 km | 3713, 4094 |
| 37                                                                               | Szakácsi bejárati út                                    | 50.2 km | 3713, 4094 |
| Munkanapokon 2; szabadnapokon 1; munkaszüneti napokon 2 alkalommal nem érintett. |                                                         |         | |
| 38                                                                               | Szakácsi, községháza                                    | 50.7 km | 3713, 4094 |
| 39                                                                               | Szakácsi bejárati út                                    | 51.2 km | 3713, 4094 |
| 40                                                                               | Irota, Petőfi út 20.                                    | 52.6 km | 3713, 4094 |
| 41                                                                               | Irota, tűzoltószertár végállomás                        | 53.1 km | 3713, 4094 |